# 滨海博赛
滨海博赛（法語：Beaussais-sur-Mer，法語發音：[bosɛ syʁ mɛʁ]）是法国阿摩尔滨海省的一个市镇，位于该省东北部，属于迪南区。

## 历史
滨海博赛成立于2017年1月1日，由以下3个市镇合并而成：
- 普莱西巴利松（Plessix-Balisson）
- 普卢巴莱（Ploubalay）
- 特雷贡（Trégon）

其中普卢巴莱为政府驻地。

## 地理
滨海博赛（48°34'49"N, 2°8'25"W）面积41.65 平方千米，位于法国布列塔尼大區阿摩尔滨海省，该省份为法国西北部沿海省份，位于布列塔尼半岛北部，北濒大西洋英吉利海峡，西接菲尼斯泰尔省，南至莫尔比昂省，东临伊勒-维莱讷省。
与滨海博赛接壤的市镇（或旧市镇、城区）包括：朗雪、滨海圣布里亚克、普勒尔蒂、特雷梅勒克、普莱兰-特里加武、朗格南、克雷昂、滨海圣雅屈。
滨海博赛的时区为UTC+01:00、UTC+02:00（夏令时）。

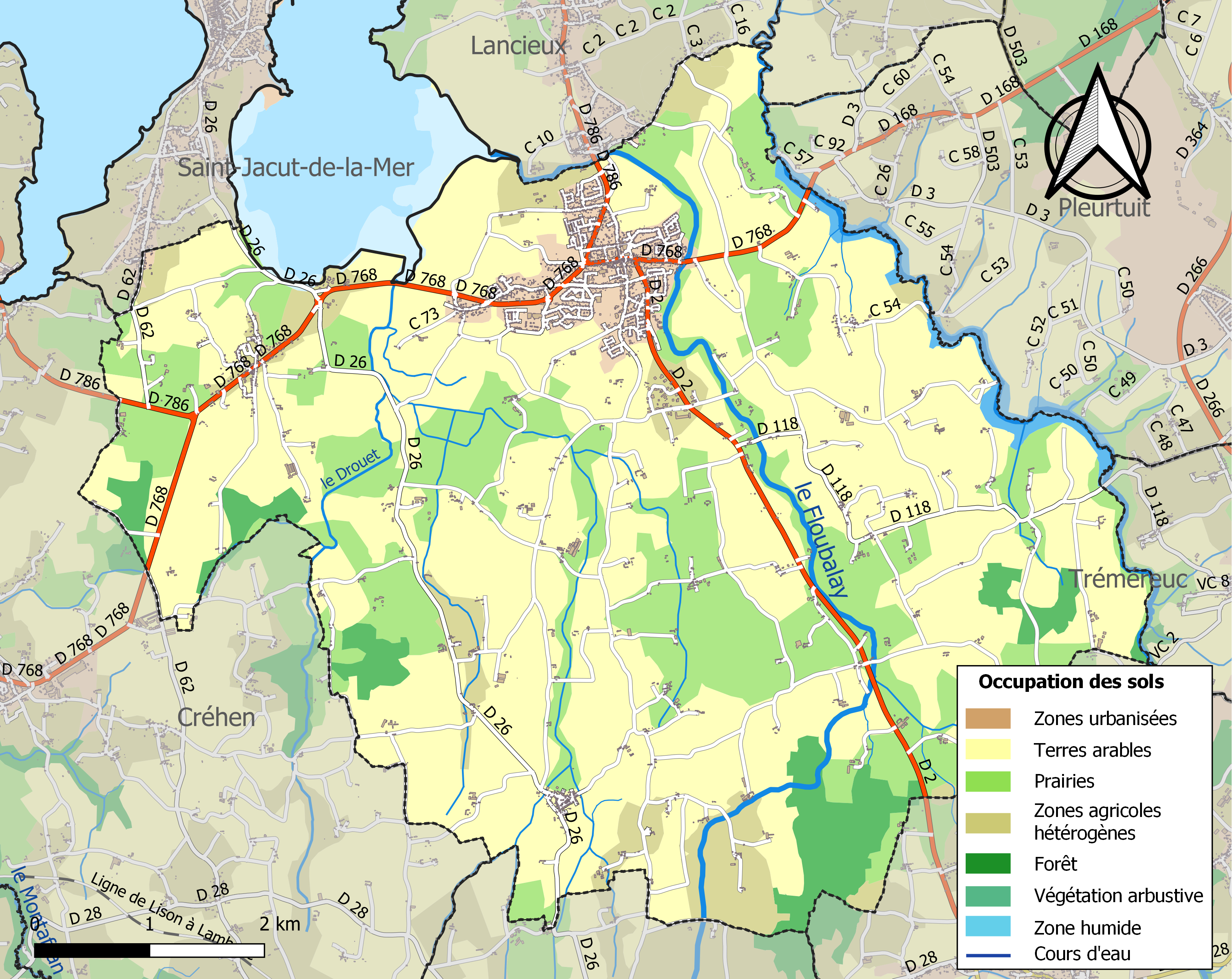
滨海博赛的OSM定位图

## 行政
滨海博赛的邮政编码为22650，INSEE市镇编码为22209。

## 政治
滨海博赛所属的省级选区为普莱兰-特里加武县。

## 人口
滨海博赛于2022年1月1日时的人口数量为4379人。